# Botafogo Futebol Clube (Cabo Verde)
O Botafogo Futebol Clube (crioulo cabo-verdiano, ALUPEC: Botafogo) é um clube multiesportivo da cidade de São Filipe, na Ilha do Fogo, em Cabo Verde. Fundado em 13 de julho de 1973 o clube possui departamentos que incluem futebol, basquete, vôlei e atletismo.

## História
O Botafogo inspirou-se no Botafogo de Futebol e Regatas, para a sua criação, porém, o seu distintivo é parecido com o do Botafogo de Ribeirão Preto, que traz as iniciais do clube (B, F e C) e data da sua fundação, “13.07.1973”.
O Botafogo venceu seu primeiro título regional em 1976. E o único titular nacional em 1980. O clube possui os primeiros títulos regionais com 17 títulos, sendo o último em 2022.
O clube comemorou sua 25° aniversário em 1993.
O presidente do clube foi Manuel Anatólio Dias Fonseca em 2008.
Botafogo venceu o primeiro título insular em 1976 e o primeiro título nacional no ano de 1980.
seu nome´´botafogo´´e por causa dos vulcões de sua cidade

## Estádio
As partidas do Botafogo de Cabo Verde são realizadas no Estádio 5 de julho. Outros clubes também jogam no estádio, incluindo Académica do Fogo, Juventude, Vulcânicos e o novo clube Atlântico. Outros clubes do sul do município, da freguesia de Nossa Senhora do Livramento, também utilizam as instalações.

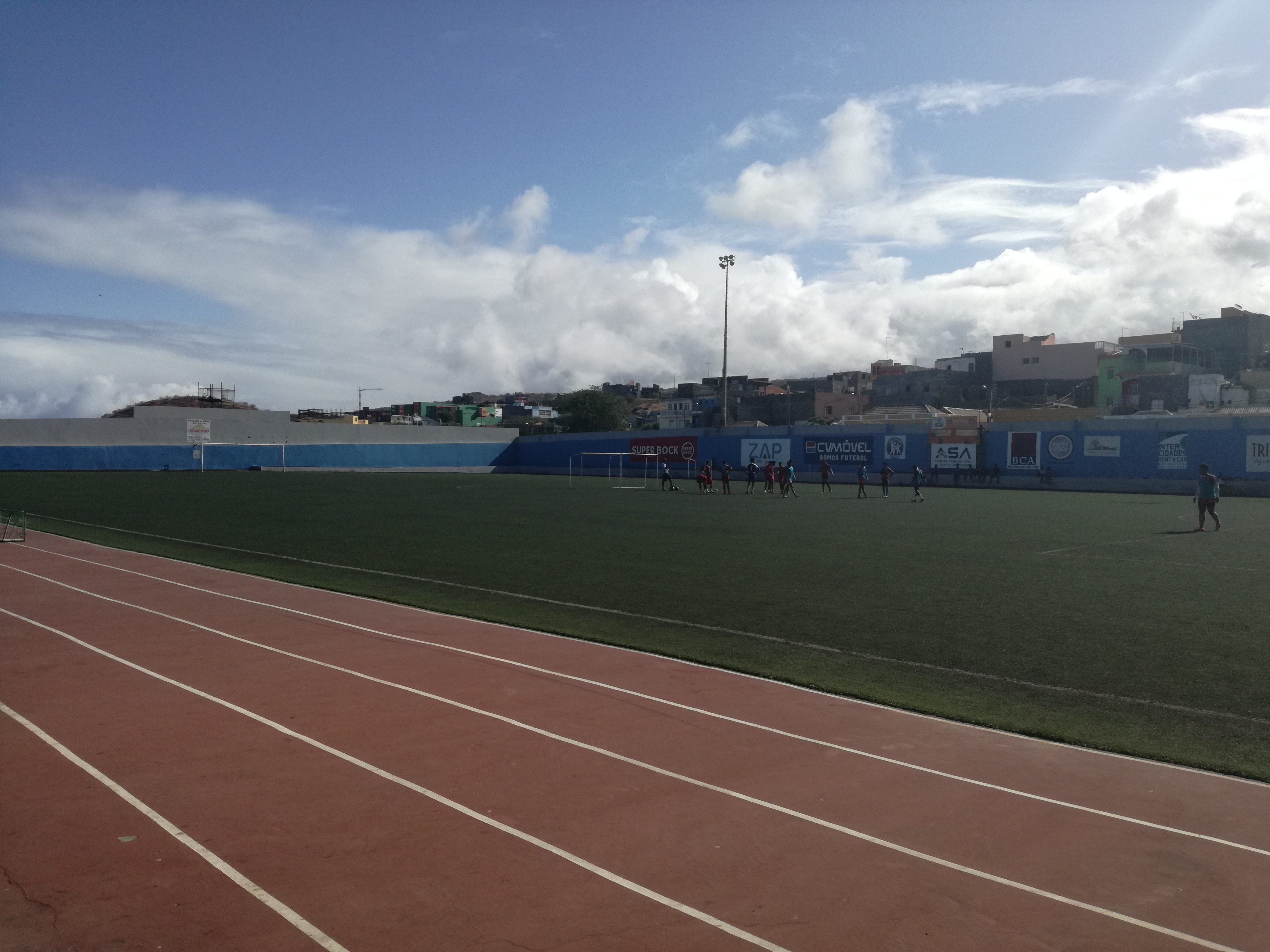
Estádio 5 de Julho, a casa do Botafogo de Cabo Verde

## Uniformes antigos
As cores do equipamento principal são o preto e branco. O equipamento alternativo é verde e preto.
| Uniforme titular até 2011 | Uniforme alternativo até 2011 | Uniforme de casa até 2016 | Uniforme de visitador ou alternativo até 2016 |

## Rivalidade
O Botafogo tem como principal rival o Académica do Fogo, formando o Clássico do Fogo.

## Títulos
- Títulos de nacional:
  - Campeonato Cabo-verdiano de Futebol: 1
    - 1979/80

- Títulos insular:
  - Liga Insular do Fogo: 17
    - 1975/76, 1976/77, 1977/78, 1978/79, 1979/80, 1980/81, 1981/82, 1982/83, 1984/85, 1985/86, 1988/89, 1989/90, 1991/92, 1995/96, 2000/01, 2005/06, 2009/10, 2022/23

- Torneio Aberto da Ilha do Fogo: 1
  - 2000/01
- Taça do Fogo: 1
  - 2003, 2006, 2010, 2022
- Outros:
  - Torneio Municipal de Bandeira de São Filipe: 1
    - 2008, 2015[3]

## Futebol

### Palmarés
| Escalão | Nº Presenças | Títulos | Melhor Classificação |
| I       | 5            | 1       | 1°                   |
| II      | 40-45        | 5       | 1°                   |

### Posições
- 1979-80: 1° (insular)
- 1995-96: 1° (insular)
- 2000-01: 1° (insular)

### Classificações

#### Nacionais
| Ano  | Fase       | Oposição          | Resultado |
| ---- | ---------- | ----------------- | --------- |
| 1976 | Semifinais | Boavista Praia    | Venceu    |
| 1976 | Finais     | CS Mindelense     | Finalista |
| 1977 | Semifinais | Sporting Praia    | Perdeu    |
| 1980 | Semifinais | Clube de Santiago | Venceu    |
| 1980 | Finais     | CS Mindelense     | Campeão   |
| 1981 | Semifinais | Clube de Santiago | Venceu    |
| 1981 | Finais     | CS Mindelense     | Finalista |

| Temporada | Div | Pos | Pts    | J | V | E | D | G.M. | G.S. | Diff. |
| 2001      | 1   | 3   | 11 pts | 6 | 3 | 2 | 1 | 15   | 4    | +11   |
| 2006      | 1A  | 2   | 8 pts  | 4 | 2 | 2 | 0 | 9    | 3    | +6    |
| 2010      | 1A  | 5   | 5 pts  | 5 | 1 | 2 | 2 | 8    | 13   | -5    |

#### Regionais
| Temporada | Div | Pos | Pts    | J  | V  | E | D | G.M. | G.S. | Diff. |
| 2005-06   | 2   | 1   | -      | -  | -  | - | - | -    | -    | -     |
| 2008-09   | 2   | 3   | -      | -  | -  | - | - | -    | -    | -     |
| 2009-10   | 2   | 1   | -      | -  | -  | - | - | -    | -    | -     |
| 2013-14   | 2   | 3   | 32 pts | 18 | 10 | 2 | 6 | 26   | 21   | +5    |
| 2014-15   | 2   | 4   | 34 pts | 18 | 10 | 4 | 4 | 55   | 20   | +35   |
| 2015-16   | 2   | 7   | 21 pts | 18 | 6  | 3 | 9 | 36   | 37   | -1    |
| 2016-17   | 2   | 4   | 31 pts | 18 | 9  | 4 | 5 | 34   | 21   | +13   |

## Estatísticas
- Melhor posição: 1° (continental)
- Melhor posição na taça: Finalista (nacional)
- Apresentadas nas campeonatos:
  - Nacional: 13
  - Regional: 41
- Mais gols totais na temporada: 12 gols
- Melhor pontos totais na temporada:
  - Nacional: 11 pontos
  - Regional: 49 pontos